# Persone di nome Natalie
| Questa pagina contiene informazioni ricavate automaticamente dalle voci biografiche con l'ausilio del template Bio e di un bot. L'aggiornamento è periodico e automatico e ricostruisce completamente la pagina. Se manca una persona in questa lista, sei pregato di non aggiungerla, ma accertati piuttosto che la sua voce biografica contenga il template Bio e che i dati anagrafici siano correttamente compilati. Se il template Bio manca, inseriscilo tu stesso o, in alternativa, metti l'avviso {{tmp\|Bio}} che ne segnala la mancanza. Se i dati riportati sono sbagliati, correggi direttamente la voce biografica; le modifiche saranno visibili in questa lista entro pochi giorni. Per chiarimenti vedi il progetto antroponimi. La lista contiene solo le 95 persone che sono citate nell'enciclopedia e per le quali è stato implementato correttamente il template Bio. Pagina aggiornata al 22 lug 2025. |

Questa è una lista di persone presenti nell'enciclopedia che hanno il nome Natalie, suddivise per attività principale.

## Astrofisiche(1)
- Natalie Batalha, astrofisica statunitense (California, n. 1966)

## Attrici(25)
- Natalie Alison, attrice austriaca (Vienna, n. 1978)
- Natalie Alyn Lind, attrice statunitense (New York, n. 2000)
- Natalie Venetia Belcon, attrice trinidadiana (n. 1969)
- Natalie Brown, attrice e modella canadese (Timmins, n. 1973)
- Natalie Dew, attrice britannica (n. 1987)
- Natalie Dormer, attrice britannica (Reading, n. 1982)
- Natalie Dreyfuss, attrice statunitense (n. 1987)
- Eva Marie, attrice, modella e ex wrestler statunitense (Walnut Creek, n. 1984)
- Natalie Gold, attrice statunitense (Miami, n. 1976)
- Natalie Gregory, attrice statunitense (n. 1975)
- Natalie Hall, attrice canadese (Vancouver, n. 1990)
- Natalie Joyce, attrice statunitense (Norfolk, n. 1902 - San Diego, † 1992)
- Natalie Kingston, attrice statunitense (Vallejo, n. 1905 - West Hills, † 1991)
- Natalie Lisinska, attrice britannica (Shrewsbury, n. 1982)
- Natalie Martinez, attrice e modella statunitense (Miami, n. 1984)
- Natalie Mendoza, attrice e cantante cinese (Hong Kong, n. 1978)
- Natalie Moorhead, attrice statunitense (Pittsburgh, n. 1901 - Montecito, † 1992)
- Natalie Morales, attrice statunitense (Miami, n. 1985)
- Natalie Press, attrice britannica (Londra, n. 1980)
- Natalie Pérez, attrice e cantante argentina (Buenos Aires, n. 1986)
- Natalie J.Robb, attrice scozzese (Bellshill, n. 1974)
- Natalie Schafer, attrice statunitense (New Jersey, n. 1900 - Beverly Hills, † 1991)
- Natalie Talmadge, attrice statunitense (Brooklyn, n. 1896 - Santa Monica, † 1969)
- Natalie Wood, attrice statunitense (San Francisco, n. 1938 - Isola di Santa Catalina, † 1981)
- Natalie Zea, attrice statunitense (Houston, n. 1975)

## Attrici pornografiche(3)
- Savannah Gold, attrice pornografica britannica (n. 1984 - † 2011)
- Natalie Mars, attrice pornografica statunitense (Fort Lauderdale, n. 1984)
- Savanna Samson, ex attrice pornografica statunitense (Rochester, n. 1967)

## Attrici teatrali(2)
- Natalie Mosco, attrice teatrale statunitense (New York, n. 1950)
- Natalie Paris, attrice teatrale britannica (n. 1994)

## Canottiere(1)
- Natalie Mastracci, canottiera canadese (Welland, n. 1989)

## Cantanti(10)
- Natalie Appleton, cantante canadese (Mississauga, n. 1973)
- Natalie Bassingthwaighte, cantante, attrice e conduttrice televisiva australiana (Wollongong, n. 1975)
- Natalie Cole, cantante statunitense (Los Angeles, n. 1950 - Los Angeles, † 2015)
- Natalie Gauci, cantante australiana (Melbourne, n. 1981)
- Macy Gray, cantante e attrice statunitense (Canton, n. 1967)
- Natalie Horler, cantante tedesca (Bonn, n. 1981)
- Natalie La Rose, cantante olandese (Amsterdam, n. 1988)
- Natalie Maines, cantante statunitense (Lubbock, n. 1974)
- Natalie Merchant, cantante, musicista e produttrice discografica statunitense (Jamestown, n. 1963)
- Natalie Prass, cantante e cantautrice statunitense (Cleveland, n. 1986)

## Cantautrici(3)
- Weyes Blood, cantautrice statunitense (Santa Monica, n. 1988)
- Natalie Grant, cantautrice statunitense (Seattle, n. 1971)
- Natalie Imbruglia, cantautrice e attrice australiana (Sydney, n. 1975)

## Cestiste(11)
- Natalie Achonwa, ex cestista e allenatrice di pallacanestro canadese (Toronto, n. 1992)
- Natalie Burton, cestista e allenatrice di pallacanestro australiana (Perth, n. 1989)
- Natalie Gohrke, ex cestista tedesca (Herne, n. 1983)
- Natalie Hurst, ex cestista australiana (Canberra, n. 1983)
- Natalie Kucowski, cestista statunitense (Filadelfia, n. 1998)
- Natalie Lobela, ex cestista della Repubblica Democratica del Congo (Kinshasa, n. 1973)
- Natalie Novosel, ex cestista statunitense (Lexington, n. 1989)
- Natalie Porter, ex cestista australiana (Melbourne, n. 1980)
- Natalie Purcell, cestista neozelandese (Manukau, n. 1982)
- Natalie Stafford, ex cestista australiana (Sydney, n. 1976)
- Natalie Williams, ex cestista, ex pallavolista e dirigente sportivo statunitense (Long Beach, n. 1970)

## Economiste(1)
- Natalie Moszkowska, economista e politica polacca (Varsavia, n. 1886 - Zurigo, † 1968)

## Etnomusicologhe(1)
- Natalie Curtis, etnomusicologa statunitense (New York, n. 1875 - Parigi, † 1921)

## Giocatrici di beach volley(1)
- Natalie Cook, ex giocatrice di beach volley australiana (Townsville, n. 1975)

## Giocatrici di softball(1)
- Natalie Ward, giocatrice di softball australiana (Newcastle, n. 1975)

## Giornaliste(1)
- Natalie Morales, giornalista statunitense (Taipei, n. 1972)

## Hockeiste su ghiaccio(2)
- Natalie Darwitz, ex hockeista su ghiaccio statunitense (Saint Paul, n. 1983)
- Natalie Spooner, hockeista su ghiaccio canadese (n. 1990)

## Imprenditrici(1)
- Natalie Kalmus, imprenditrice statunitense (Houlton, n. 1882 - Boston, † 1965)

## Modelle(4)
- Natalie Griffith, modella barbadiana (Scarborough, n. 1990)
- Natalie Korneitsik, modella e personaggio televisivo estone (Tallinn, n. 1992)
- Natalie Kriz, modella e personaggio televisivo uruguaiana (Montevideo, n. 1980)
- Natalie Vertiz, modella peruviana (Lima, n. 1991)

## Musiciste(1)
- Natalie MacMaster, musicista canadese (Nuova Scozia, n. 1972)

## Nuotatrici(4)
- Natalie Coughlin, nuotatrice statunitense (Vallejo, n. 1982)
- Natalie Hinds, nuotatrice statunitense (Midland, n. 1993)
- Natalie Steward, ex nuotatrice britannica (Pretoria, n. 1943)
- Natalie du Toit, nuotatrice sudafricana (Città del Capo, n. 1984)

## Pallanuotiste(1)
- Natalie Golda, ex pallanuotista statunitense (Lakewood, n. 1981)

## Pallavoliste(1)
- Natalie Hagglund, pallavolista statunitense (Encinitas, n. 1992)

## Paroliere(1)
- Natalie Hemby, paroliera e cantautrice statunitense (Bloomington, n. 1977)

## Pentatlete(1)
- Natalie Dianová, pentatleta ceca (Valašské Meziříčí, n. 1989)

## Poetesse(1)
- Natalie Diaz, poetessa statunitense (Needles, n. 1974)

## Politiche(1)
- Natalie Rickli, politica svizzera (Winterthur, n. 1976)

## Saltatrici con gli sci(1)
- Natalie Eilers, saltatrice con gli sci canadese (n. 1998)

## Sciatrici alpine(2)
- Natalie Falch, sciatrice alpina austriaca (n. 2004)
- Natalie Hauswirth, ex sciatrice alpina svizzera (n. 1997)

## Scrittrici(2)
- Natalie Clifford Barney, scrittrice e poeta statunitense (Dayton, n. 1876 - Parigi, † 1972)
- Natalie Jane Prior, scrittrice australiana (Brisbane, n. 1963)

## Slittiniste(4)
- Natalie Corless, ex slittinista canadese (New Westminster, n. 2003)
- Natalie Geisenberger, ex slittinista tedesca (Monaco di Baviera, n. 1988)
- Natalie Maag, slittinista svizzera (Wetzikon, n. 1997)
- Natalie Obkircher, ex slittinista italiana (Gheldria, n. 1971)

## Soprani(1)
- Natalie Dessay, soprano francese (Lione, n. 1965)

## Storiche(1)
- Natalie Zemon Davis, storica statunitense (Detroit, n. 1928 - Toronto, † 2023)

## Tenniste(1)
- Natalie Grandin, ex tennista sudafricana (East London, n. 1981)

## Tiratrici a volo(1)
- Natalie Rooney, tiratrice a volo neozelandese (Timaru, n. 1988)

## Violoncelliste(1)
- Natalie Clein, violoncellista britannica (Poole, n. 1977)

## Wrestler(2)
- Natalya, wrestler canadese (Calgary, n. 1982)
- Natalie Osman, wrestler statunitense (Riverside, n. 1989)